# Palaeaspilates aurata
Palaeaspilates aurata är en fjärilsart som beskrevs av W. Warren 1897. Palaeaspilates aurata ingår i släktet Palaeaspilates och familjen mätare. Inga underarter finns listade i Catalogue of Life.